# Carl Lintner

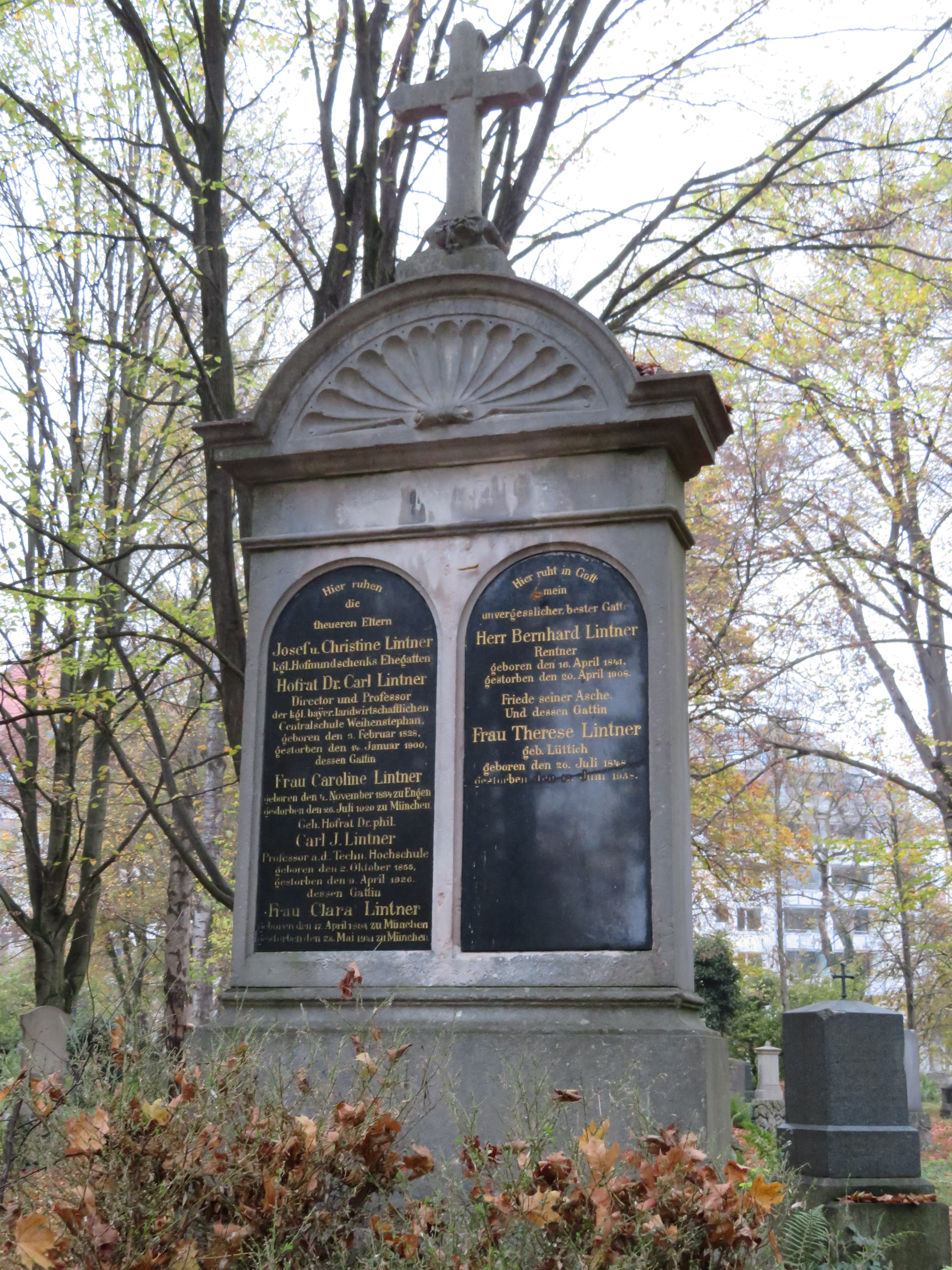
Lintners Grabstätte auf dem Alten Südfriedhof in München

Carl Lintner  (* 3. Februar 1828; † 14. Januar 1900) war  ein deutscher Brauwissenschaftler, Professor an der Landwirtschaftlichen Centralschule Weihenstephan und Gründer der Wissenschaftlichen Station für Brauerei in München.
Ursprünglich ausgebildet als pharmazeutischer Chemiker kam er 1863 nach Weihenstephan, wo er zwei Jahre später begann, Studenten im Bierbrauen zu unterrichten. Im darauffolgenden Jahr gründete er die Zeitschrift Bayerische Bierbrauer.

## Ehrungen
- Ehrenmitglied der Versuchs- und Lehranstalt für Brauerei in Berlin

## Schriften (Auswahl)
- Lehrbuch der Bierbrauerei. Nach dem heutigen Standpunkte der Theorie und Praxis unter Mitwirkung der angesehensten Theoretiker und Praktiker. Verlag Friedrich Vieweg und Sohn: Braunschweig 1878 Zugleich als erster Theil zu Otto Birnbaum´s Lehrbuch der landwirtschaftlichen Gewerbe. 7. Auflage